# Alfried Lehner
Alfried Lehner (* 27. Oktober 1936 in Dresden; † 22. Februar 2019 in Schorndorf) war ein deutscher Soldat, Lyriker, Essayist und bekannter Freimaurer.

## Leben
Lehner wurde 1936 in Dresden geboren. Nach dem Besuch des Humanistischen Gymnasiums in Eichstätt machte er 1956 sein Abitur und trat in die neugegründete Bundeswehr ein. Er wurde schließlich Offizier im Generalstab und arbeitete zuletzt als Dozent an der Führungsakademie der Bundeswehr in Hamburg. Noch während seiner militärischen Laufbahn erfolgte die Publikation seiner ersten Lyrikbände. Nach Beendigung seiner Offizierslaufbahn auf eigenen Wunsch 1986 intensivierte er seine publizistischen Aktivitäten. Er veröffentlichte Lyrik, Essays sowie Bücher über Freimaurerei. Er gilt als „einer der wichtigsten freimaurerischen Autoren der vergangenen 40 Jahre.“ Alfried Lehner ist Großneffe des Völkerkundlers und Missionars Stephan Lehner.

## Ehrenämter
1977 wurde Lehner Mitglied der Freimaurerloge Roland in Hamburg, deren Meister vom Stuhl er von 1983 bis 1986 war. 1988 bis 2002 war er Vorsitzender des Ritualkollegiums der Großloge der Alten Freien und Angenommenen Maurer von Deutschland. Er war stellvertretender Vorsitzender der Humboldt-Gesellschaft und der Sokratischen Gesellschaft.

## Werke (Auswahl)
- Ach, Frieden! Lyrik von Sehnsucht nach Frieden und Harmonie. München: Politica, 1981.
- Erfülltes Leben. Lyrik. München: Politica, 1982.
- Eines zu sein mit allem. Gedichte. Gerabronn: Hohenloher Druck- und Verlagshaus, 1987.
- Ich bin eine Stufe. Gedichte. Gerabronn: Hohenloher Druck- und Verlagshaus, 1988.
- "Sagt es niemand...". Essays und Betrachtungen. Gerabronn: Hohenloher Druck- und Verlagshaus, 1989.
- Die Esoterik der Freimaurer. Gerabronn: Hohenloher Druck- und Verlagshaus, 1990. Neuausgabe: Giovanni Grippo Verlag, 2013.
- Raumknoten. Gedichte. Gerabronn: Hohenloher Druck- und Verlagshaus, 1992.
- Ich weiß, daß ich unsterblich bin. Der Mensch vor dem Geheimnis der Schöpfung und des Lebens. Briefe und Meditationen. Gerabronn: Hohenloher Druck- und Verlagshaus, 1996. Neuausgabe: Giovanni Grippo Verlag, 2014.
- Das wunderbare Wissen vom Wesen der Welt. Eine Ritualkunde für Freimaurer-Meister. Bonn: Die Bauhütte, 1993. Neuausgabe: Giovanni Grippo Verlag, 2014.
- Wir bauen den Tempel der Humanität. Vorträge und Gedichte ausgewählt und herausgegeben von Dr. Thomas Seng. Leipzig: Salier Verlag, 2019.